# Kuřimská Nová Ves
Kuřimská Nová Ves település Csehországban, a Brno-vidéki járásban. Kuřimská Nová Ves Katov, Řikonín, Kuřimské Jestřabí, Lubné és Deblín településekkel határos. Lakosainak száma 145 fő (2024. január 1.).

## Népesség
A település lakosságának változását az alábbi diagram mutatja:
| Lakosok száma | 233  | 295  | 242  | 270  | 156  | 127  | 117  | 132  | 139  | 145  |
|               | 1869 | 1890 | 1921 | 1950 | 1980 | 2001 | 2017 | 2019 | 2022 | 2024 |